# Дита Саксова
«Дита Саксова» (чеш. Dita Saxová) — чехословацкий фильм 1968 года режиссёра Антонина Москалика, по одноимённому роману Арношта Лустига.

## Сюжет
1947 год, послевоенная Прага. Дита Саксова — 18-летняя девушка пережившая нацистские концлагеря, оставшаяся одна — никто из её родных не выжил. Молчаливая и замкнутая, она с трудом ориентируется в послевоенном обществе, где снова растут безжалостность и своекорыстие, где её ждут только повторяющиеся разочарования, где никто не понимает её чувств… Она начинает работать в пражском приюте для детей, таких же как она, потерявших родителей, испытавших ужасы войны. Те небольшие деньги, которые у неё есть, она тратит на детей и берёт под своё крыло девушку-подростка…

## В ролях
- Кристина Миколаевская— Дита
- Богуш Загорский — профессор Мунк
- Карел Хёгер — Готтлоб
- Мартин Ружек — доктор Фриц
- Ноэми Сикстова — Тоничка
- Ярослава Обермайерова — Лиза
- Дана Сыслова — Линда
- Йозеф Абргам — Д. Э. Хупперт
- Ладислав Потмешил — Фици Нойгеборн
- Иржи Менцель — Херберт Лагус
- Фердинанд Крута — Гольдблатт
- Илья Прахарж — Холоубек
- Нелли Гайерова — Верлёва
- Отто Будин — Тракслер
- Честмир Ржанда — немец
- Бланка Валеска — опекунша
- Эва Шенкова — хозяйка антикварного магазина

## Фестивали и награды
- Приз «Серебряная раковина» Кинофестиваля в Сан-Себастьяне (1968).